# Resava
Pour la rivière de Serbie, voir Resava (rivière).
Resava (en macédonien Ресава) est un village du sud de la Macédoine du Nord, situé dans la municipalité de Kavadartsi. Le village comptait 114 habitants en 2002.

## Démographie
Lors du recensement de 2002, le village comptait :
- Macédoniens : 144